# Butuan
Pour le bateau, voir Balangay.
Butuan est une ville de la province d'Agusan du Nord, aux Philippines. Avec 309 709 habitants, c'est la 34e ville la plus importante des Philippines et la 4e de l'ile de Mindanao (classement ne prenant pas en compte les agglomérations mais bien les villes en tant que subdivisions administratives).
De par son importance démographique et économique, la ville fait figure de métropole principale dans toute la partie Nord-Est de Mindanao. Elle est la capitale et la plus grande ville de la région de Caraga.

## Géographie

### Localisation
La ville de Butuan se situe au Nord-Est de l'ile de Mindanao. La ville est située au bord de la Mer de Bohol, au fond d'une baie à laquelle elle donne son nom (la baie de Butuan).

### Municipalités limitrophes

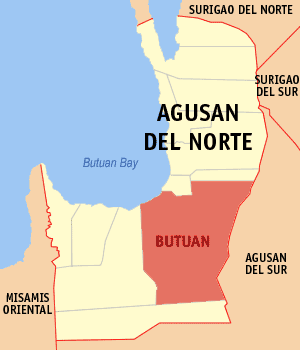
Carte de la province d'Agusan del Norte avec en rouge Butuan

|            | Magallanes | Remedios T. Romualdez |
| Buenavista | Butuan     | Sibagat               |
|            | Las Nieves | Bayugan               |

### Géologie et relief
La ville, d'une superficie de 817 km2, s’étend à l'ouest sur les contreforts d'une chaîne de montagnes. C'est dans cette partie qu'on retrouve le mont Mayapay, situé sur le territoire de la commune. À l'est, se situent les contreforts des monts Diuata. Dans la partie centrale du territoire, on trouve une plaine alluviale formé par les fleuves Agusan et Masao. Dans cette partie, la plus vaste, le relief est quasi nul.

### Hydrographie
La ville est traversée par le fleuve Agusan, qui se jette au nord dans un estuaire. Le fleuve est d'une largeur d'environ 200 mètres quand il traverse le centre de l’agglomération.
À l'ouest du fleuve Agusan, un autre réseau hydrographique s’étend : celui d'un petit fleuve côtier nommé Masao. Alors que les rives de l'Agusan sont marécageuses, celles du Masao sont bordées de rizières.

### Climat
Le climat local est tropical humide. Des précipitations importantes sont enregistrées toute l'année, y compris lors des mois les plus secs. Selon les critères de la classification de Köppen, le climat de Butuan est de type Af.
| Mois                              | jan. | fév. | mars | avril | mai  | juin | jui. | août | sep. | oct. | nov. | déc. | année |
| --------------------------------- | ---- | ---- | ---- | ----- | ---- | ---- | ---- | ---- | ---- | ---- | ---- | ---- | ----- |
| Température minimale moyenne (°C) | 21,8 | 21,8 | 22,2 | 22,7  | 23,8 | 23,5 | 23,4 | 23,3 | 23,2 | 22,9 | 22,5 | 22,1 | 22,7  |
| Température moyenne (°C)          | 25,3 | 25,5 | 26,2 | 27    | 28,1 | 27,8 | 27,7 | 27,6 | 27,5 | 27   | 26,4 | 25,7 | 26,8  |
| Température maximale moyenne (°C) | 28,9 | 29,2 | 30,3 | 31,4  | 32,4 | 32,1 | 32   | 32   | 31,8 | 31,2 | 30,3 | 29,4 | 30,9  |
| Précipitations (mm)               | 335  | 299  | 222  | 147   | 137  | 159  | 146  | 155  | 147  | 174  | 243  | 306  | 2 470 |

### Morphologie urbaine
La grande majorité du territoire de la ville n'est pas urbanisée. Le lit du fleuve Agusan reste très majoritairement sauvage et marécageux. Les rizières et les forêts couvrent également une grande partie des 817 km2 que compte la circonscription.
La ville de Butuan est marquée par une forte proportion de bâtis informels. En effet, de nombreux quartiers, s'apparentant à des bidonvilles se trouvent dans les zones périphériques de l'agglomération, notamment dans les zones marécageuses. Les habitations sont alors construites sur pilotis. Le centre, qui se trouve sur la rive ouest de l'Agusan, est marqué par un bâti en dur.
Dans les quartiers centraux, on peut identifier un plan en damier, bien qu’il souffre de nombreuses irrégularités.

## Toponymie
Le nom viendrait d'un fruit appelé localement batuan. Cependant, une autre source affirme que le nom viendrai d'un prince local nommé Datu Buntu-an, qui aurait gouverné la région et christianisé les populations au moment de la colonisation espagnole.

## Histoire

### Période pré-coloniale
Les premières traces humaines remontent au IVe siècle. De longues pirogues datant de cette période ont été retrouvées dans les environs de la ville, ce qui prouve que des activités hauturières dans cette région pourraient s'être développées avant les autres régions d'Asie.
Le traité chinois de Song Shi, atteste au Xe siècle, que les populations de Butuan ont établi des relations commerciales à travers la Mer de Chine méridionale avec le Royaume de Champā. Au cours du XIe siècle, la ville est déjà un centre commercial à l’échelle de l'archipel. L'or et la canne à sucre sont les principales productions.
La zone habitée se situait à la base sur les rives du Masao, à un kilomètre de l'actuel quartier de Libertad. Du fait de nombreuses inondations, les populations s’installèrent ensuite sur l'actuelle municipalité de Magallanes, à l'embouchure de l'Agusan. Subissant toujours les inondations, les populations se sont petit à petit établies vers les terres en remontant le fleuve.

### Période coloniale
Il est presque certain que Magellan jeta l'ancre dans l'embouchure du fleuve Agusan en l'an 1521. Dans les années qui suivent, les tribus locales sont gouvernées par un Datu, du nom de Silongan. Celui-ci se convertit au christianisme et se fait baptiser Felipe. Bien que Butuan fut le premier lieu de colonisation espagnole, la christianisation de masse ne s'opère que vers le XIXe siècle avec l'arrivée de prédicateurs jésuites depuis l'Espagne.
Durant une longue période qui s’étend du XVIe siècle jusqu'à la fin du XIXe siècle, l'archipel philippin est une colonie espagnole. Cette colonisation a laissé de nombreuses traces dans le nom des barangays qui constituent la ville. On peut notamment citer Libertad, De Oro ou Los Angeles.
Comme de nombreuses provinces des Philippines, en 1889, Butuan tombe aux mains des révolutionnaires menés par Aguinaldo qui s'opposent à l'invasion des États-Unis. Cependant, la ville finit par céder en 1901. C'est sous cette administration des États-Unis que se tient la première élection municipale à Butuan en 1902.

### Seconde Guerre mondiale
En 1941, Butuan est prise par les Japonais. Mais la guérilla anti-japonaise reprend la ville en 1943, au prix de lourdes pertes. La ville est alors quasiment rasée. Butuan subit alors une deuxième catastrophe avec un grave incendie en 1948.

### Depuis l’indépendance
La ville a connu de nombreux incendies destructeurs, notamment en 1952, 1960, 1970 et 1971. En 2012, un incendie fait 17 morts dans une usine textile du centre-ville.

## Politique est administration

### Politique
En 2018, le maire s'appelle Ronnie Vicente Lagnada, il est en fonction depuis 2016.

### Subdivision administrative
La ville est divisée en 86 barangays, dont 27 sont classifiés comme urbains et 59 ruraux :
| - Agao Pob. (Bgy. 3) - Agusan Pequeño - Ambago - Aramania - Amparo - Ampayon - Anticala - Antongalon - Aupagan - Baan KM 3 - Babag - Baluyut - Bading Pob. (Bgy. 22) - Bancasi - Banza - Baobaoan - Basag - Bayanihan Pob. (Bgy. 27) - Bilay - Bit-os - Bitan-agan - Bobon - Bonbon - Bugabus - Buhangin Pob. (Bgy. 19) - Cabcabon - Camayahan - Baan Riverside Pob. (Bgy. 20) - Datu Silongan - Dankias | - Doongan - Dumalagan - Golden Ribbon Pob (Bgy. 2) - Dagohoy Pob. (Bgy. 7) - Jose Rizal Pob. (Bgy. 25) - Holy Redeemer Pob. (Bgy. 23) - Humabon Pob. (Bgy. 11) - Imadejas Pob. (Bgy. 24) - Kinamlutan - Lapu-lapu Pob. (Bgy. 8) - Lemon - Leon Kilat Pob. (Bgy. 13) - Libertad - Limaha Pob. (Bgy. 14) - Los Angeles - Lumbocan - Maguinda - Mahay - Mahogany Pob. (Bgy. 21) - Maibu - Mandamo - Manila de Bugabus - Maon Pob. (Bgy. 1) - Masao - Maug - Fort Poyohon (Bgy. 17) - New Society Village Pob. - Ong Yiu Pob. (Bgy. 16) - Pianing - Pinamanculan | - Diego Silang Pob. (Bgy. 6) - Rajah Soliman Pob. (Bgy. 4) - San Ignacio Pob. (Bgy. 15) - San Mateo - San Vicente City of Angels - Sikatuna Pob. (Bgy. 10) city of Sunog - Silongan Pob. (Bgy. 5) - Sumilihon - Tagabaca - Taguibo - Taligaman - Tandang Sora Pob. (Bgy. 12) - Tiniwisan - Tungao - Urduja Pob. (Bgy. 9) - Villa Kananga - Obrero Pob. (Bgy. 18) - Bugsukan - De Oro - Dulag - Florida - Nong-nong - Pagatpatan - Pangabugan - Salvación - Santo Niño - Sumile - Slaughter (Bgy. 18 P-8) - Don Francisco - Pigdaulan |

## Population

### Démographie
| Hommes | Classe d’âge | Femmes |
| ------ | ------------ | ------ |
| 0,6    | 80 et plus   | 0,9    |
| 0,8    | 75-79        | 1,0    |
| 1,5    | 70-74        | 1,8    |
| 2,3    | 65-69        | 2,6    |
| 2,8    | 60-64        | 3,1    |
| 4,3    | 55-59        | 4,3    |
| 5,7    | 50-54        | 5,7    |
| 7,3    | 45-49        | 7,0    |
| 8,4    | 40-44        | 8,3    |
| 9,4    | 35-39        | 9,3    |
| 9,8    | 30-34        | 9,5    |
| 11,1   | 25-29        | 11,0   |
| 12,9   | 20-24        | 12,3   |
| 16,9   | 15-19        | 16,9   |
| 17,8   | 10-14        | 16,7   |
| 18,7   | 5-9          | 17,5   |
| 19,2   | 0-4          | 18,0   |

La population connaît une forte croissance, profitant à la fois d'un solde migratoire positif et d'un accroissement naturel important. Entre 2000 et 2010, la population a augmenté de 1,5 % par an.
| Population | 131 100 | 172 500 | 227 826 | 267 279 | 309 709 | 337 063 |

En 2010, l'âge médian de la population de la municipalité est de 22,7 ans, en 2000, il s'élevait à seulement 20 ans. Malgré ce vieillissement, la population reste quand même très jeune. 34 % de la population a moins de 15 ans. Les individus âgés de moins 4 ans représentent 11,6 % de la population,.

### Ethnicité
Les habitants de Butuan sont de culture visaya pour la grande majorité. Mais une multitude d'ethnies en provenance des régions alentour composent la population de la ville.
Les langues les plus parlées sont le butuano, la cebuano et l'anglais.

## Équipements

### Éducation
Butuan est le principal centre universitaire de la région de Caraga. On y trouve deux universités.

### Santé
Il y a quatre hôpitaux à Butuan (mais ceux-ci sont de taille modeste).

## Économie
Butuan est l'une des agglomérations structurantes de Mindanao. La ville est un centre économique et commercial important. Le port et le marché sont particulièrement actifs.

## Transports

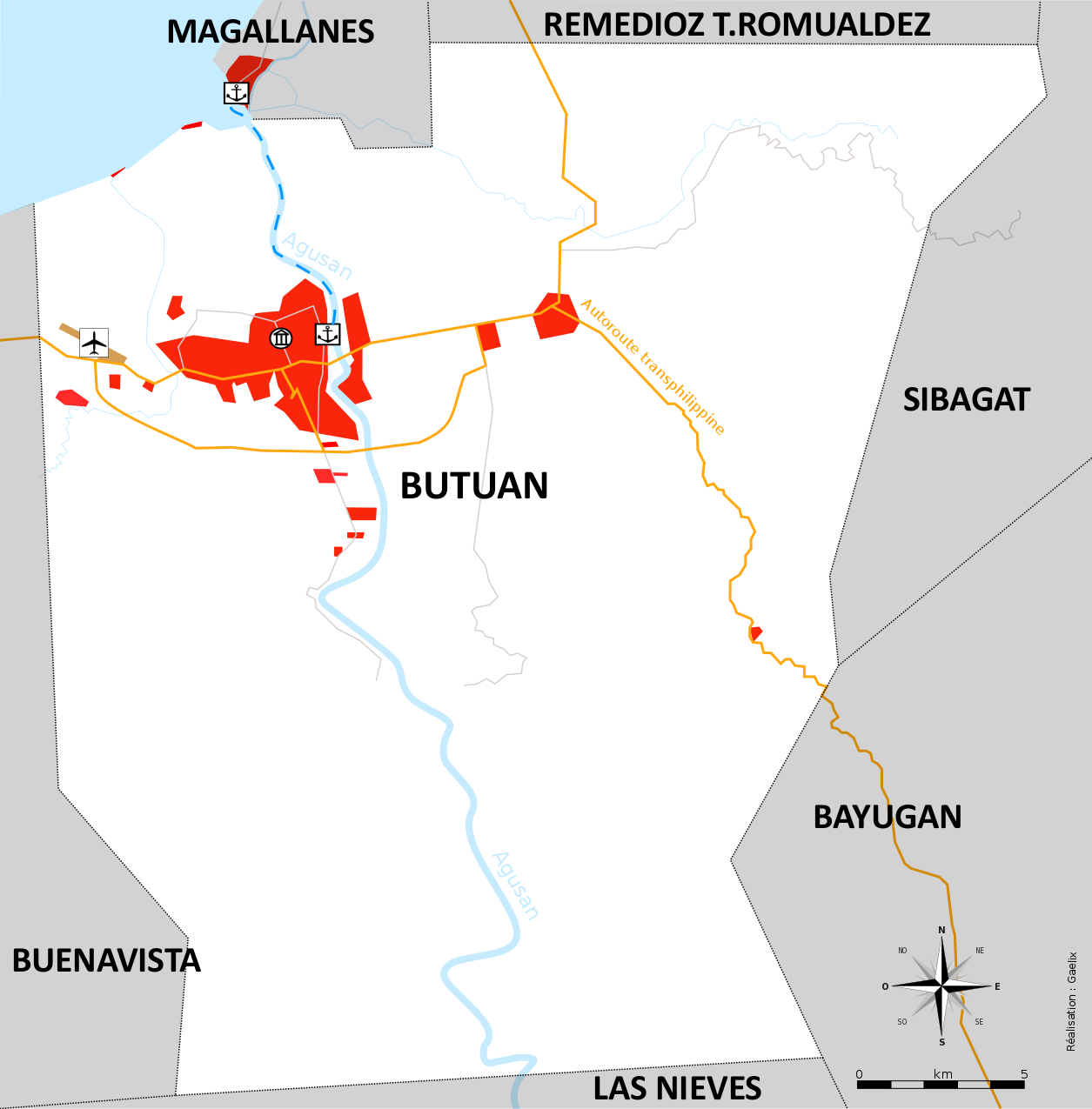
Carte des infrastructures de transport à Butuan

### Réseau routier
La municipalité accueil sur son territoire un nœud routier important. La commune est traversée du nord au sud par la l'autoroute transphilippine. La route qui traverse la ville d'est en ouest est cruciale pour la région car elle constitue le seul moyen de traverser le fleuve Agusan (le pont suivant se trouvant à Talacogon, à 60 kilomètres au sud).

### Transport maritime
Des liaisons maritimes existent avec Cebu et Manille ou Bohol au départ du port de Nasipit, à environ 20 kilomètres de Butuan.
De plus, une liaison régulière en bac existe entre un embarcadère dans le centre de Butuan et le port de Magallanes. Cette liaison fluviale de 7 kilomètres de long permet d'éviter un trajet de 37 kilomètres par la route,.

### Transport aérien
L’aéroport de Butuan est le 5e plus important de Mindanao. En 2010, il a accueilli 388 000 voyageurs.
Il assure des liaisons quotidiennes vers Cebu City et Manille avec les compagnies Philippines Airlines et Cebu Pacific.
A noter que ce n'est pas le seul aéroport de la région : Il existe également un aéroport à Surigao City, ainsi qu'à Tandag (ce dernier n'assure des liaisons que vers Cebu)

### Transports en commun
Les jeepneys, comme dans toutes les villes Philippines, constituent le moyen de transport en commun principal. Les lignes de jeepneys correspondent souvent aux voies de communications principales. À ce réseau, s'ajoute une foule de tricycles (motorisés ou non) qui permettent un service de transport à une échelle plus fine et à toute heure. Traditionnellement, les tricycles de Butuan sont de couleur orange.
Des bus la relient à d'autres villes de Mindanao. La ville de Butuan est équipée d'un important terminal de bus, à destination de Surigao, de Cagayán de Oro ou de Davao.

## Patrimoine
Les édifices anciens de période coloniale ont tous été détruits au cours de l'histoire, cependant, il demeure à Butuan quelques points d’intérêts.

### Musée national de Butuan
Le Musée national de Butuan est composé de deux parties. Une salle présente les découvertes archéologiques faites dans les environs de la ville (outils, poteries, pirogues). L'autre partie du musée est dédiée à l’ethnologie.

### Patrimoine religieux
En plus d'une cathédrale qui possède des vitraux remarquables, le musée diocésain constitue un point d’intérêt du fait de sa collection d'objets d'art religieux et liturgique utilisés par les missionnaires.

## Personnalités
- Elisa Rosales Ochoa (1897-1978), infirmière et femme politique, première femme élue députée de l'histoire du pays, est née et morte à Butuan.

## Divers
Le festival de Balangay dure un mois en l'honneur de Saint-Joseph, le saint patron de la ville. Bien que l'apothéose soit le 19 mai, le festival se déroule durant l'ensemble du mois de mai. À cette occasion on trouve des spectacles de danse, des concerts, des ventes d'objets d'artisanat et des processions.